# Neun Drachen
Neun Drachen (Originaltitel: Nine Dragons) ist der 21. Roman des US-amerikanischen Krimi-Autors Michael Connelly und der 14. Roman der Harry-Bosch-Serie. Er erschien 2009 (auf Deutsch 2011).

## Handlung
Am 8. September 2009 werden Bosch und sein Partner Ferras zum Liqour Store von John Li geschickt, der dort erschossen wurde. Harry Bosch erinnert sich an John Li, dessen Geschäft während Unruhen 1999 geplündert worden war. Bosch fällt auf, dass die aktuelle CD des Überwachungssystems von Li fehlt. Aber auf älteren Aufnahmen bemerkt Bosch, dass Li Schutzgeld an Bo-Jing Chang, einen Eintreiber der chinesischen Tiraden bezahlt hatte. Bosch schaltet den Detective der Asian Gang Unit, David Chu, ein. Sie verhaften Chang, als er versucht, das Land zu verlassen.
Chang macht keinerlei Aussage. Bosch arrangiert, dass Chang über das Wochenende in vorläufiger Haft bleiben muss. Harry Bosch wird wegen der Festnahme von Chang in einem Anruf bedroht und er erhält ein kurzes Video auf sein Handy, das seine Tochter Madeline zeigt: sie wurde in Hongkong entführt. Bosch fliegt nach Hongkong. Seine Ex-Frau Eleanor Wish, die dort mit Maddie lebt, soll ihm eine Waffe besorgen und helfen, Maddie zu befreien. Am Morgen des 13. September kommt Bosch in Hongkong an. Eleanor Wish holt ihn zusammen mit ihrem Partner Sun Yee am Flughafen ab.
Auf dem Video mit seiner Tochter konnte Bosch einige Merkmale der Umgebung ausmachen. Zusammen mit Elanor Wish findet er heraus, dass seine Tochter wahrscheinlich in den Chungking Mansions in Kowloon gefangen gehalten wird. Um Zugang zu dem Gebäude zu bekommen, ist Bosch so unvorsichtig, eine Menge Geldscheine zu zeigen. Zwei Räuber greifen Bosch und Wish an, nachdem sie das fragliche Zimmer durchsucht hatten, ohne Maddie zu finden. Die Räuber erschießen Eleanor Wish, bevor Bosch sie töten kann.
Bosch zwingt den Angestellten an der Rezeption, ihm die Adresse des Mieters der Wohnung zu geben. Die Unterlagen zeigen, dass Peng Qingcai, der sich das Vertrauen von Maddie erschlichen hat, das Zimmer gemietet hatte. Sun Yee und Harry Bosch fahren zu Qingcais Wohnung, wo sie Peng, seine Schwester und seine Mutter ermordet finden. Sie finden den Speicherchip von Maddies Handy.
Der Speicher enthält eine Nummer, die Bosch den Triaden zuordnet. Sie rufen die Nummer an und fordern „wegen eines Problems mit dem Mädchen“ ein Treffen. Am vereinbarten Treffpunkt identifiziert Bosch eine Frau mit einem Jungen, die die Telefonate von Sun Yee beantwortet. Yee und Bosch folgen ihnen und können schließlich nach einem Kampf auf dem Boot des Organhändlers Ho Maddie aus dem Kofferraum eines Autos am Pier befreien. Bosch vermutet, dass Maddie im Rahmen eines Organhandels nach China geschafft werden sollte. Sun Yee fährt Bosch und seine Tochter zum Flughafen, wo sie das nächste Flugzeug nach Los Angeles nehmen.
Wenige Tage später kommen zwei Beamte vom Triad Bureau der Hong Kong Police Force nach Los Angeles. Sie wollen ihn vernehmen und geben ihm die Schuld an den vielen Toten in Hongkong. Bosch kontaktiert seinen Halbbruder Mickey Haller, der ihn als Rechtsbeistand vertreten soll. Haller droht den Beamten aus Hongkong, dass er die Presse einschalten wird, denn die Polizei von Hongkong hatte sich geweigert nach Maddie zu suchen, als Eleanor Wish sie als vermisst gemeldet hatte. Die Ermittler aus Hongkong geben sich daraufhin damit zufrieden, dass Bosch die Vorgänge schildert. Er lässt dabei alles aus, was ihn oder Sun Yee belasten könnte.
Noch während der Vernehmung bekommt Bosch einen Anruf der Ermittlerin Teri Sopp, die versucht hat, mit einem neuartigen Verfahren einen Fingerabdruck auf der Geschosshülle zu finden, die im Laden von John Li sichergestellt wurde. Sopp hat einen Abdruck gefunden und hat in einer Datenbank einen Treffer: nicht der Chinese Chang, wie Bosch dachte, sondern ein Drehbuchautor namens Henry Lau.
Henry Lau hat ein Alibi. Es stellt sich jedoch heraus, dass er mit John Lis Sohn Robert und dessen Freund Eugene Lam die University of Southern California (USC) besucht hatte. Die drei spielten regelmäßig Poker und sowohl Robert Li als auch Eugene Lam hatten Zugang zu der Waffe.
Daraufhin nimmt Bosch Eugene Lam fest. Bosch gelingt es Lam zu einem Geständnis zu bringen. Eugene Lam hat John Li erschossen. Er wurde dazu von Robert Li, dem Sohn, und seiner Schwester Mia angestiftet. Lam gibt auch zu, den Drohanruf bei Bosch gemacht zu haben, um den Verdacht auf die Triaden zu lenken. Als Bosch und Chu Robert und Mia Li verhaften wollen, erfahren sie, dass Boschs Partner Ignacio Ferras schon auf dem Weg zu den Lis ist. Als Ferras versucht Li zu verhaften, wird er von dessen Schwester Mia erschossen. Mia Li wollte, dass Eugene Lam nicht nur den Vater, sondern auch ihre Mutter tötet, weil sie von ihren Eltern als billiges Hausmädchen jahrelang missbraucht worden war. Nach dem Mord an Ferras erschießt sich Mia Li selbst.
Bosch und seine Tochter nehmen in der folgenden Woche an den Beerdigungen von Ferras und Wish teil. Danach beichtet ihm seine Tochter, was er schon ahnte, nämlich dass sie ihre Entführung zusammen mit Peng Qingcai vorgetäuscht hatte, um Bosch dazu zu bringen, sie aus Hongkong nach Los Angeles zu holen. Peng verriet sie jedoch und verkaufte sie an den Organhändler Ho, der dann Peng und seine Familie tötete. Bo-Jing Chang hatte weder mit der Entführung von Maddie noch mit dem Mord an John Li zu tun.
Anmerkungen
1. ↑  Kowloon bedeutet Neun Drachen, daher der Titel des Romans.

## Querbezüge
In Schwarze Engel (Kapitel 39) gibt der Besitzer von Fortune Liquors Harry Bosch ein Streichholzbriefchen mit einem Sinnspruch: Happy is the man who finds refuge in himself. Als Harry Bosch den Tatort betritt, nimmt er dieses Streichholzbriefchen aus seiner Jackentasche. Nur ein Streichholz fehlt; Bosch hat das Heftchen die ganze Zeit aufbewahrt.
Als Mickey Haller den Ermittlern aus Hongkong mit der Presse droht, nennt er als seinen Partner bei der Los Angeles Times den Reporter Jack McEvoy, obwohl dieser zu dem Zeitpunkt gar nicht mehr bei der Zeitung arbeitet. Jack McEvoy ist die Hauptfigur in Michael Connellys Romanen Der Poet und Die Vogelscheuche.

## Rezeption
Publishers Weekly findet, dass Bosch, hartnäckig wie immer, in der Rolle des beschützenden Vaters besonders überzeugend sei.
Paula L. Woods, selbst Krimiautorin, hebt in der Los Angeles Times hervor, dass das Buch nicht nur wie von Connelly gewohnt, spannungsgeladen sei, sondern insbesondere dass „die überwältigende Verletzlichkeit, die er als Vater empfindet, die “Nine Dragons” zu einem weiteren herausragenden Titel in der Serie macht, der alle Leser zufrieden stellen sollte, ob sie nun neu in der Bosch-Welt sind, gelegentliche Besucher oder hingebungsvolle Bewohner.“ Ganz anders sieht die Rezensentin der New York Times dieses Buch von Connelly, sie beurteilt es als „enttäuschend flach“ und die Handlung als „effekthascherisch“.
Auch die Krimicouch sieht den Roman kritisch: das größte Manko sei, dass die Handlung des eigentlichen Kriminalfalls, die interessant anfange, im weiteren Verlauf durch willkürlich eingeführte neue Personen jedoch zerfasert werde.

## Ausgaben
- Michael Connelly: Nine Dragons. Little, Brown and Company, 2009 ISBN 978-0-316-07104-8
- Michael Connelly: Neun Drachen. Aus dem Amerikanischen von Sepp Leeb. Knaur Taschenbuch-Verlag, München, 2011 ISBN 978-3-426-50789-6; dto. bei Knaur eBook, 2011 ISBN 978-3-426-40576-5
- Michael Connelly: Neun Drachen: Der 14. Fall für Harry Bosch. Aus dem Amerikanischen von Sepp Leeb. Kampa Verlag, Zürich, 2025, ISBN 978-3-311-15553-9
- Michael Connelly: Neun Drachen. Hörbuchfassung. Gelesen von Oliver Siebeck. Aus dem Amerikanischen von Sepp Leeb. Audio Media München 2011, ISBN 978-3-8445-0723-2